# Црква Светог Игнатија Богоносца у Великом Суводолу
Црква Светог Игнатија Богоносца у Великом Суводолу, насељеном месту на територији града Пирота, православни је храм који припада Епархији нишкој Српске православне цркве.
Црква посвећена Светом Игнатију Богоносцу саграђена је 1838. године. Храм представља малу једнобродну базилику са малом олтарском апсидом и припратом на западној страни. Са северне стране налази се звоник са два звона.
Црква је реновирана 2000. године.